# Trabea bipunctata
Trabea bipunctata là một loài nhện trong họ Lycosidae.
Loài này thuộc chi Trabea. Trabea bipunctata được Carl Friedrich Roewer miêu tả năm 1959.